# Forenede kritikere
Forenede Kritikere samler Danmarks foreninger for professionelt skrivende og fagligt funderede kunst- og kulturskribenter og repræsenterer herved samtlige kunstarter. 
Foreningens formål er "at fremme og udvikle fagligt funderet formidling og kritik af kunst og kultur" jf. foreningens formålsparagraf. 
Forenede Kritikere er stiftet på Frederiksberg den 3. januar 2018. 
De stiftende medlemsforeninger er AICA Danmark, Danske Filmkritikere, Litteraturkritikernes Lav, Musikanmelderringen (klassisk), Foreningen af Danske Musikkritikere (rytmisk) og Foreningen Danske Teaterjournalister. 
I bestyrelsen sidder Line Rosenvinge (formand), Jakob Steen Olsen (næstformand), Henrik Friis (kasserer), Kamilla Löfström, Michael Charles Gaunt og Nanna Frank Rasmussen. 